# Bronwyn Eagles
Bronwyn Louise Eagles (* 23. August 1980 in Camden, New South Wales) ist eine australische Hammerwerferin.
Bei den Leichtathletik-Weltmeisterschaften 2001 in Edmonton gewann sie mit einer Weite von 68,87 m die Bronzemedaille hinter Yipsi Moreno und Olga Kusenkowa. Im selben Jahr belegte sie beim IAAF Grand Prix Final in Melbourne den zweiten Platz. Außerdem holte sie 2002 bei den Commonwealth Games in Manchester mit 65,24 m die Silbermedaille hinter Lorraine Shaw.
Mit ihrer persönlichen Bestweite von 71,12 m, erzielt 2003 in Adelaide, stellte Eagles zugleich neue Rekorde für Ozeanien und den Commonwealth auf. Bei den folgenden internationalen Wettbewerben konnte sie jedoch nicht an diese Leistung anknüpfen und schied bei den Leichtathletik-Weltmeisterschaften 2003 und bei den Olympischen Spielen 2004 jeweils in der Qualifikation aus.
Nachdem sie 2006 schon ihren Rücktritt vom Leistungssport erklärt hatte, startete sie ab 2008 wieder bei nationalen Wettkämpfen. Sie siegte 2008 und 2009 bei den australischen Meisterschaften. Zuvor war ihr dies bereits 2001–2002 sowie 2004–2005 gelungen. 2010 trat sie bei den Commonwealth Games in Neu-Delhi an und belegte den fünften Rang.
Bronwyn Eagles ist 1,78 m groß und hat ein Wettkampfgewicht von 100 kg.

## Bestleistungen
- Hammerwurf: 71,12 m, 6. Februar 2003, Adelaide